# 显示模式设定
显示模式设定（英語：Mode Setting）指的是为显卡设置屏幕分辨率与色深。现今的显示模式设定软件已经可以支持多屏输出和热插拔。

## 定位
显示模式设定可以在内核空间或用户空间实现。在内核空间实现显示模式设定（英語：Kernel Mode Setting，即KMS）会更加灵活，而且这也可以让内核在出现致命错误时，即使正使用用户空间的显示服务器，也能在屏幕上输出错误信息。
在用户空间实现的显示模式切换（英語：User-space Mode Setting，即UMS）则需要超级用户权限才能直接访问硬件，而在使用基于内核的显示模式切换的情况下，用户空间的显示服务器并不需要超级用户权限，因而基于内核的显示模式切换安全性更佳。

## KMS的应用

### FreeBSD
FreeBSD基金会已宣布赞助一个FreeBSD开发者开发实现对图形执行管理器（英語：Graphics Execution Manager，即GEM）和KMS的支持。

### Linux
Linux内核在2008年11月的2.6.28版加入GEM，为实现KMS打下了基础，而这将为支持GEM应用程序接口的转换表映射（英語：Translation Table Maps，即TTM）内存管理器所替代。
Intel
2009年3月23日发布的2.6.29版内核中加入了对Intel GMA显卡的支持。
AMD/ATI
对R600系列之前的ATI显卡的支持已在2009年9月9号发布的2.6.31版内核中实现，利用直接渲染管理器实现的对R600和R700系列的支持则整合进2.6.32版内核，R800的支持也已整合进2.6.34版内核中。
NVIDIA
因为NVIDIA并未放出所有实现KMS所需的相关文档，针对NVIDIA显卡开发开源驱动的Nouveau项目只能利用反向工程来获取必要信息开发实现KMS，这大大增加了开发难度。带有KMS支持的Nouveau驱动已加入2009年12月10日发布的2.6.33版内核，其2D加速性能已相当不错，但3D加速实现仍处于测试阶段。

### Windows
基于Windows NT的Windows版本都使用了基于内核的图形模式切换。由内核图形模式切换实现的内核错误输出即是著名的蓝屏死机。

### OpenBSD
注重安全性的OpenBSD也对内核图形模式切换很感兴趣，因为这样可以在不需要超级用户权限的情况下运行X Window系统。

### OpenSolaris
OpenSolaris将把基于内核的图形模式设定作为新特性加入系统，对GEM的支持则已在snv_130版本中加入。